# 興業太古滙
31°13′50″N 121°27′38″E / 31.2306233°N 121.4606437°E
興業太古滙（英語：HKRI Taikoo Hui），位於上海靜安區南京西路石门一路地段，由香港興業和太古地產共同投资、拥有兼管理运营。綜合項目包含一個購物中心——興業太古滙、兩幢甲級辦公樓——香港興業中心一座及香港興業中心二座、兩家精品酒店和一家酒店式公寓——上海素凱泰酒店、鏞舍及鏞舍酒店式公寓，及一座擁有百年歷史的歐式大宅建築——查公館，及近1200個停車位，由2017年起分階段落成。

## 历史

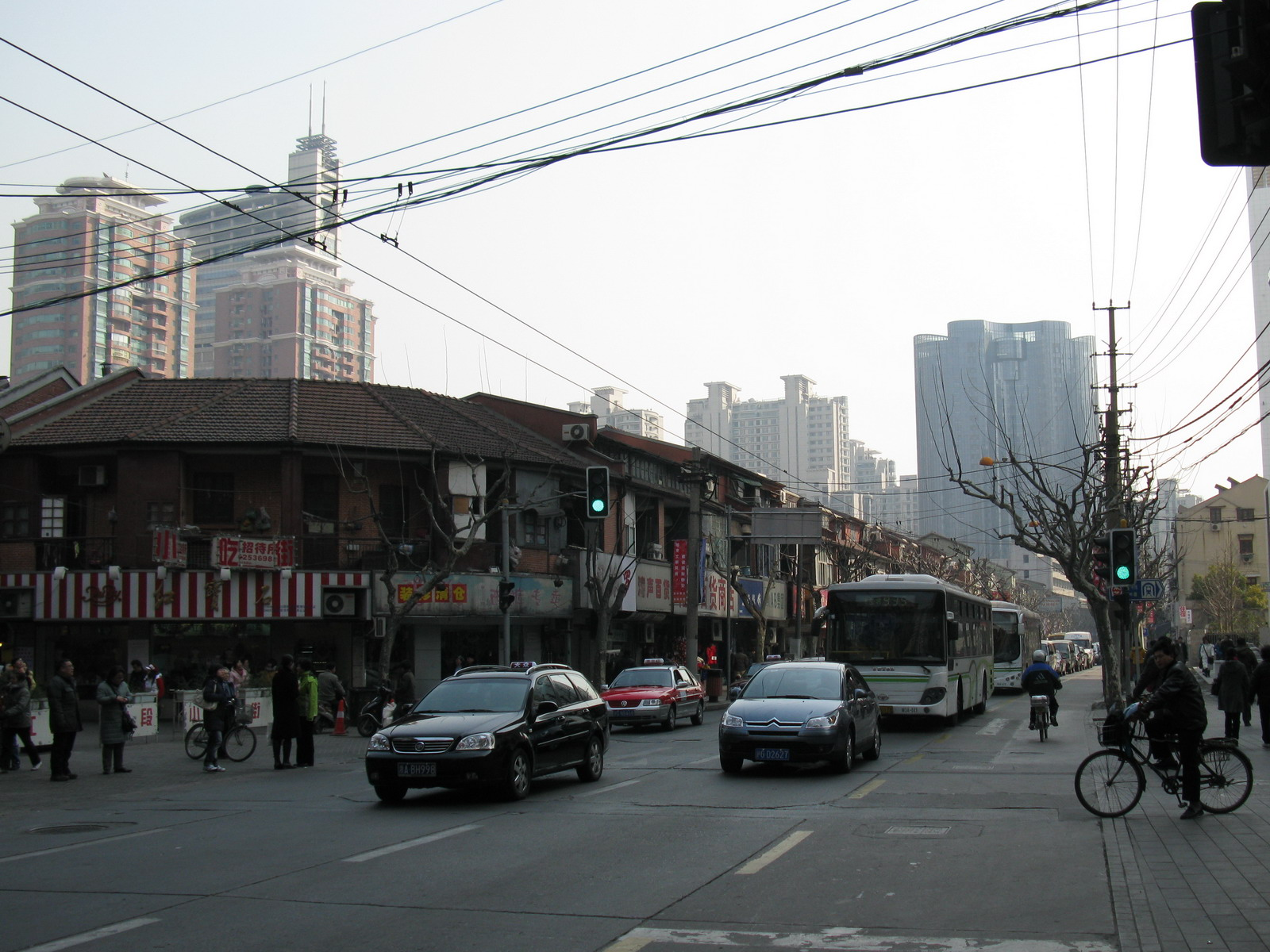
拆卸前的石門一路大中里地段（2008年）

2002年，香港興業以13.06億港元，收購當時靜安區政府持有位於大中里地塊的土地使用權，前身為1925年建成大中里地段；大中里為上海市内保存最完整、规模最大的石库门里弄之一。2006年，太古地產以13億元人民幣收購該物業50%業權。
2025年6月25日，兴业太古汇內的路易号開業。路易号是船形建筑，裡面主要展示路易威登的產品。

## 簡介
該物業商業綜合體項目，占地面積約6.3萬平方米，總樓面面積約32.2萬平方米，總投資額170億人民币，包括酒店及酒店式住宅、寫字樓和購物中心。購物中心樓面面積約10萬平方米，共6層，有近250家商鋪和超過45家食肆，於2017年11月3日正式開幕。

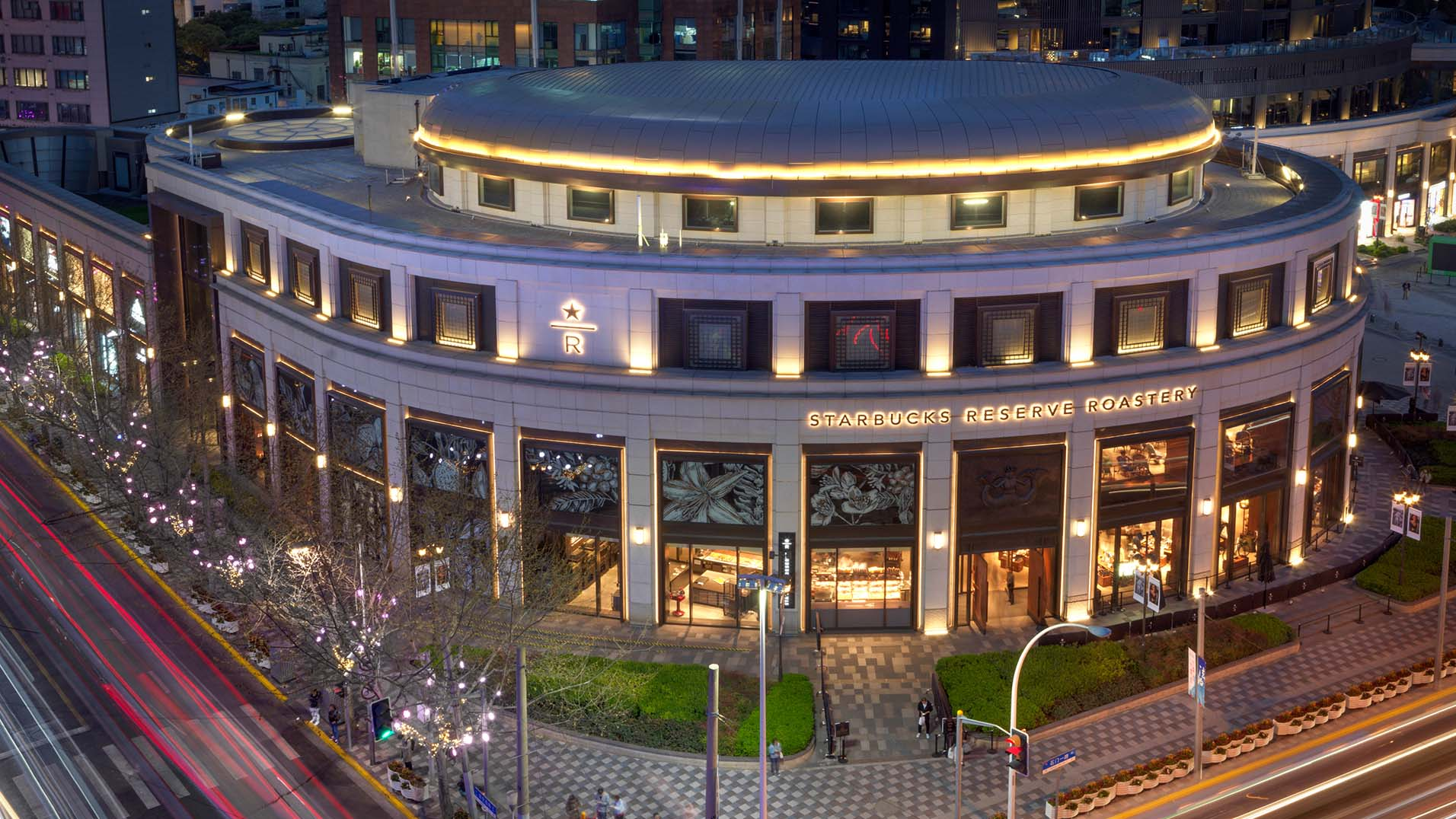
興業太古滙星巴克旗艦店
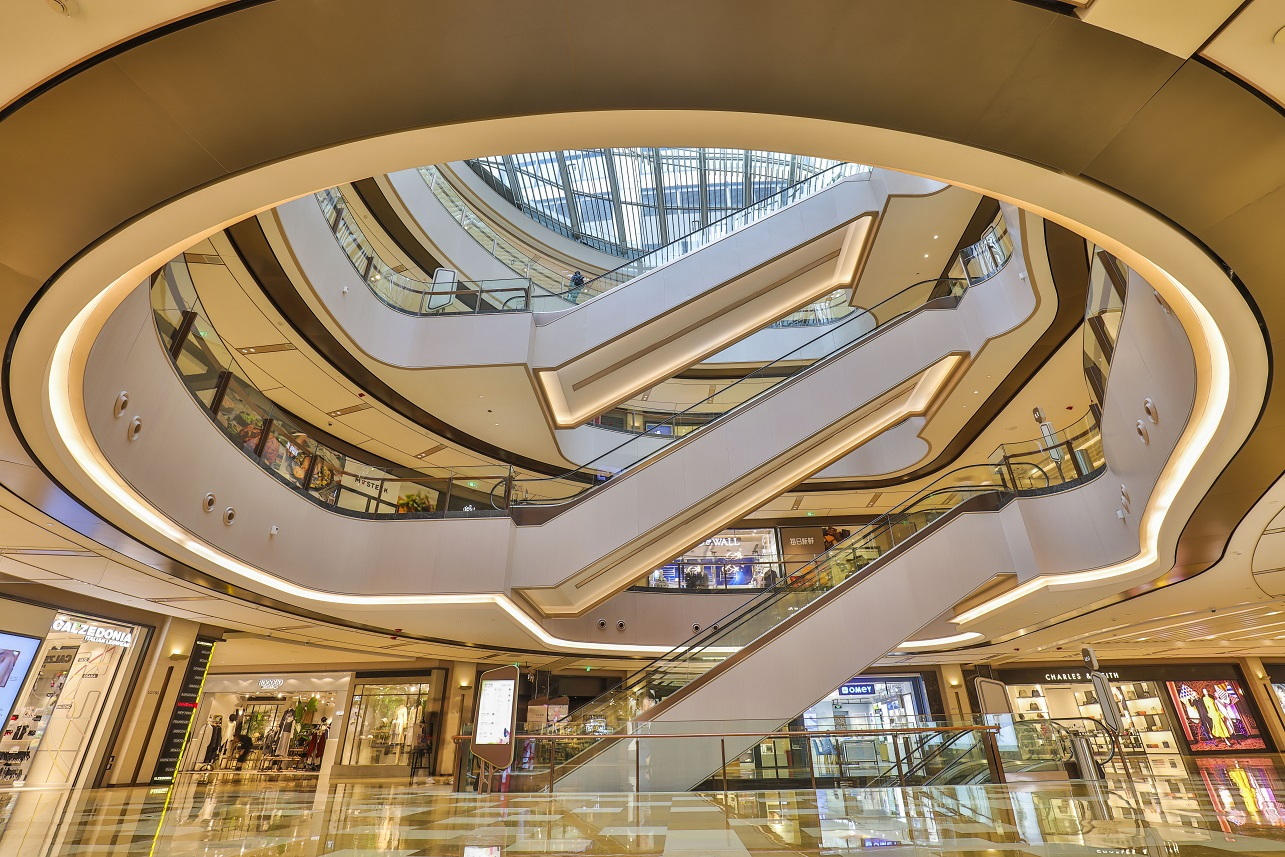
興業太古滙商场内